# Dragan Malešević Tapi
Dragan Malešević (Beograd, 22. januar 1949 — Beograd, 29. oktobar 2002), poznat i pod umetničkim pseudonimom Tapi, bio je srpski slikar fotorealizma.

## Život
Kao sedmogodišnjak precrtavao je stripove iz ondašnje "Politike". Diplomirao je na Ekonomskom fakultetu u Beogradu.
Do 1989. živeo je u inostranstvu: Milanu, Beču, Kembridžu, Ženevi, Minhenu, na Bahamima...
Prvu izložbu slika imao je 1985. u Rovinju, gde je izlagao uz Miću Popovića i Olju Ivanjicki.
Prvu sliku je prodao 1987. u galeriji Prijeko u Dubrovniku za 8.000 DM. Godine 1989. časopis Art News uvrstio ga je među sedam najboljih hiperrealista sveta.
Osamdesetih i devedesetih godina XX veka njegove slike izazivaju veliku pažnju medija, usledile su samostalne i grupne izložbe u Jugoslaviji i inostranstvu: u SAD, Kubi, Belgiji, Francuskoj, Ujedinjenom Kraljevstvu, Nemačkoj, Švajcarskoj, Grčkoj, Kipru, Bugarskoj, Hrvatskoj, Crnoj Gori, Makedoniji, Rusiji, Kini, Japanu... Slike mu se nalaze u brojnim privatnim kolekcijama: Džordža Buša i Henrija Kisindžera, Kakueija Tanake... ali i javnim zbirkama, među kojima je i zbirka Bele kuće.
Godine 2000. imenovan je za počasnog građanina Džordžije.
U Beogradu je 2012. godine otvorena prodajna galerija njegovih slika.

## Umetnost
Smatra se vodećim predstavnikom hiperrealizma i magičnog realizma u srpskom slikarstvu. Neki likovni kritičari njegovo slikarstvo ocenjuju kao eklektično i iluzionističko.
Slikao je ulja na platnu i drvetu, po uzoru i tehnici sličnoj tehnikama Jana van Ajka i Salvadora Dalija. Zahvaljujući posebnoj tehnici podslikavanja, njegove slike imaju visok stepen materijalizacije. Slikajući samo ono što se vidi, i to što jasnije, sačuvao je vedrinu duha i radost življenja, te ovo neki kritičari vide kao specifičnost njegovog „stila”. Većina kritičara slaže se u mišljenju da je Tapijevo slikarstvo izvedeno do tehničke perfekcije i da je njegov umetnički jezik svima razumljiv. 
U poslednjim godinama života bavio se i skulpturom.
Na njegovim slikama dominiraju scene iz svakodnevnog života koje su predstavljene precizno, gotovo fotografski. Slikao je pejzaže, žanr kompozicije, mrtve prirode, ženske aktove, slike sa istorijskom, religioznom i socijalnom tematikom, kao i prizore sa primesama nadrealnog.
Jedan je od najpopularnijih srpskih slikara, sa velikim brojem prodanih dela.
Za života je naslikao stotinjak slika, među kojima su najpoznatije Polje sreće, Labudovi, Venezuela, 18-ta rupa, Garaža, Duh Tesle (povodom 50 godina od Tesline smrti), Ana Bah, Borba ćurana, Rodezija, Slonište za izbeglice (na omotu kompilacije Bijelog dugmeta Ima neka tajna veza (1994)), Toplo-hladno (na omotu kompilacije The Best of Oliver Mandić), Žikin bend (na omotu CD-a Muzika za filmove, Gorana Bregovića), Bliher, itd.

## Masonstvo
U srpskoj javnosti je važio za uticajnog masona. Sa istomišljenicima je 1990. revitalizovao Veliku ložu Jugoslavije i postao jedan od najvećih propagatora masonske misli (Slobodnog zidarstva). Umro je kao mason najvišeg, 33. stepena i kao Grandkomander Vrhovnog saveta Srbije drevnog i prihvaćenog Škotskog reda. Nakon njegove smrti, Velika nacionalna loža Srbije formirala je novu ložu pod imenom Dragan Malešević Tapi.

## Samostalne izložbe
- 1989. Muzej u Boru
- 1991. Galerija Jugoslovenskih umetničkih dela, Beograd
- 1992. Galerija Sveti Stefan - Crna Gora; Galerija Panorama, Niš; Vojvođanski muzej, Novi Sad; Galerija Scottish Rite, Los Anđeles, SAD; Milošev dvor, Požarevac; Galerija Leonardo, Beograd;Kafe galerija „Dvorište”, Beograd
- 1993. Herceg Novi; ICC Art Gallery Limasol, Kipar
- 1994. Hotel Vitoša, Sofija, Bugarska; Kulturni centar Kotor; Kulturni centar Podgorica.
- 1995. Caffe Gallery, Kikinda; Galerija Renata, Sombor; Galerija Narodnog fronta, Muzej Grada Beograda, Beograd.
- 1996. Izložba slike „E, moj narode!” u Jugoslovenskoj galeriji umetničkih dela, Beograd; Narodno pozorište „Zoran Radmilović”, Zaječar;
- 1997. Umetnička galerija „Ruski dom“, Beograd.
- 1999. Kulturni centar – Skoplje, Makedonija; Galerija Sveti Stefan - Crna Gora;
- 2001. Vojvođanski muzej u Novom Sadu; Galerija Sveti Stefan - Crna Gora; Hotel „Grand”, Kopaonik;

## Grupne izložbe
- 1986. Muzej u Rovinju
- 1987. Galerija Studio 57-Prijeko, Dubrovnik.
- 1989. Galerija Keith Green, Park Avenija, Njujork
- 1990. Galerija Leonardo, Beograd
- 1992. Galerija Rose, Beograd.
- 1994. Galerija Picasso, Pančevo; City galerija, Beograd.
- 1995. Galerija Picasso, Pančevo.
- 1996. Galerija Jugoslovenskih umetničkih dela, Beograd; MSU Beograd, Izložba „Nikola Tesla“
- 1997. Paviljon Cvijeta Zuzorić, Beograd
- 2000. Jugoslovenska galerija umetničkih dela, Beograd.

## Spoljašnje veze
- Zvanična internet prezentacija Dragana Maleševića Tapija
- Facebook stranica Dragan Malešević Tapi
- Facebook grupa Dragan Malešević Tapi
- Profil na portalu Arte
- VNLS - Loža Dragan Malešević Tapi
- Vrhovni Savet Srbije, Drevni i Prihvaćeni Škotski Red
- Slika Žikin bend Dragana Maleševića Tapija na omotu CD-a Gorana Bregovića Muzika za filmove
- Slika Radost bankrota Dragana Maleševića Tapija na omotu albuma Bijelog Dugmeta Ima neka tajna veza